# Jacob Lindgren

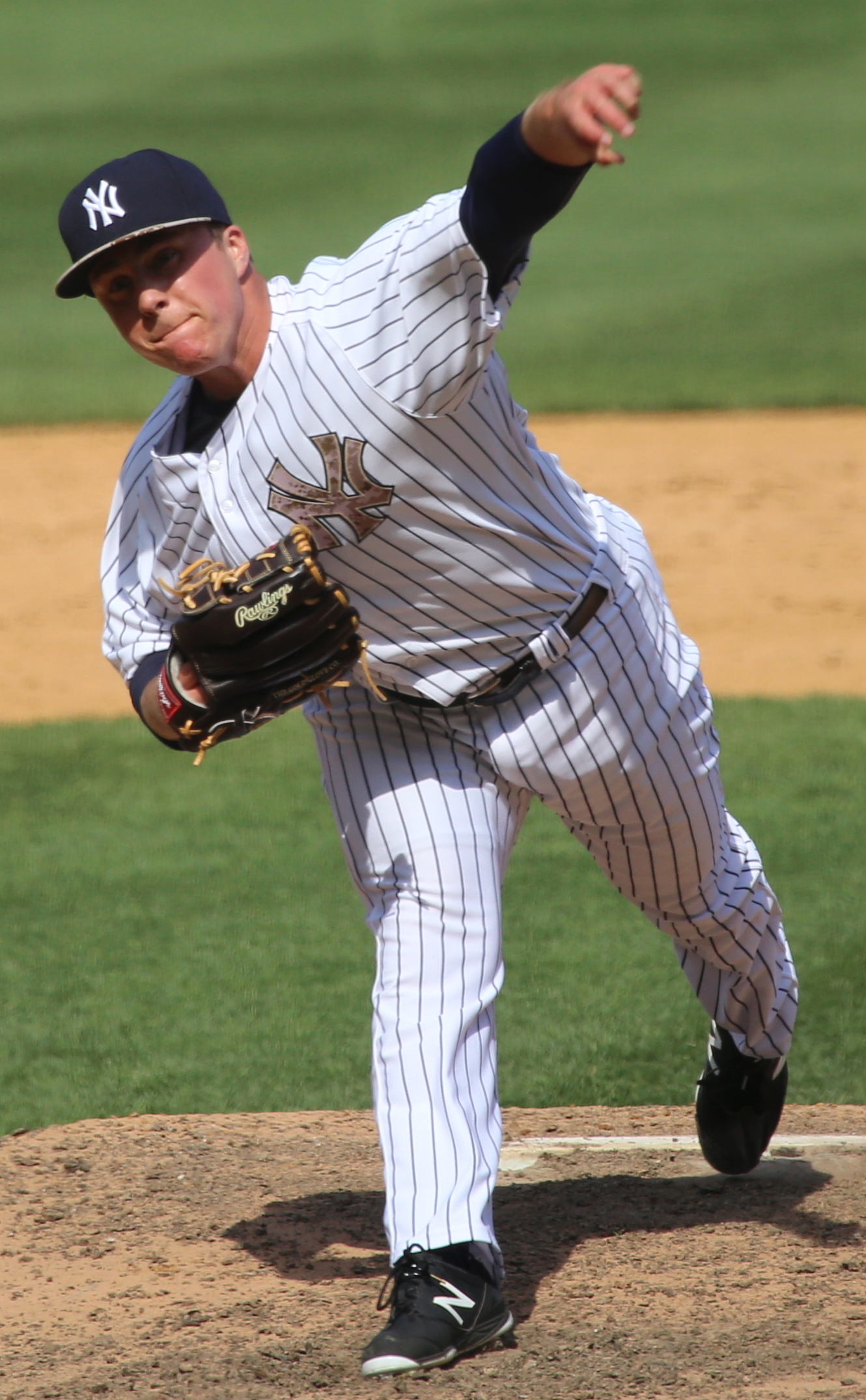
Jacob Lindgren 2015.

Jacob Stephen Lindgren, född 12 mars 1993, är en före detta amerikansk professionell basebollspelare som spelade som pitcher i Major League Baseball (MLB) år 2015.
Lindgren växte upp i Bay St. Louis i Mississippi där han gick i skola i Saint Stanislaus College. Han spelade collegebaseboll under studietiden vid Mississippi State University. I MLB spelade han 2015 för New York Yankees.

### Webbkällor
1. ↑  ”Jacob Lindgren” (på engelska). Mississippi State Athletics. https://hailstate.com/sports/baseball/roster/jacob-lindgren/3621. Läst 14 augusti 2023.
2. ↑  ”Jacob Lindgren” (på engelska). Baseball-Reference.com. https://www.baseball-reference.com/register/player.fcgi?id=lindgr000jac. Läst 14 augusti 2023.